# NGC 7411
NGC 7411 је елиптична галаксија у сазвежђу Пегаз која се налази на NGC листи објеката дубоког неба.
Деклинација објекта је + 20° 14' 12" а ректасцензија 22h 54m 34,8s. Привидна величина (магнитуда) објекта NGC 7411 износи 13,4 а фотографска магнитуда 14,4. NGC 7411 је још познат и под ознакама UGC 12241, MCG 3-58-10, CGCG 453-20, NPM1G +19.0557, PGC 69974.